# Covidien
Covidien, anciennement Tyco Healthcare, commercialise des produits de soins de santé. Son siège est situé à Dublin, en Irlande, bien que la plupart des fonctions de l'entreprise soient situées à Mansfield au Massachusetts.
Le 29 juin 2007, Covidien est devenue une société indépendante cotée en bourse après s’être détachée de Tyco International.
Covidien est en concurrence avec des acteurs tels que Johnson & Johnson, 3M et Bristol-Myers Squibb.

## Histoire
Covidien a été formée le 29 juin 2007, lorsque Tyco International a été divisée en trois sociétés indépendantes cotées en bourse. Son histoire commence bien plus tôt. Les entreprises du groupe qui finiront par former Tyco Healthcare, et à présent Covidien, ont chacune une histoire, remontant pour certaines à plus d’un siècle.

### Histoire ancienne
Fondée en 1960, Tyco réorganise ses divisions pour y inclure Tyco Healthcare.
Covidien a fait parler d'elle dans les milieux de « libération animale » lorsque Fran Trutt, une militante des droits animaux, a planifié un attentat, le 10 novembre 1988, contre Leon Hirsch, président d'une filiale de Covidien, US Chirurgical Corporation, firme qui pratique l'expérimentation animale. Lors de son procès, l'enquête a démontré que Fran Trutt avait des alliés qui étaient en fait des agents de sécurité privés, salariés de la firme Perceptions International et ayant infiltré le mouvement de « libération animale » pour le compte de US Chirurgical Corporation. L'agent Mary Sapone, en particulier, avait agi comme agent provocateur. Sapone, proche de la National Rifle Association of America (NRA), avait auparavant infiltré, sous l'alias Mary McFate (son nom de jeune fille), Freedom States Alliance, un réseau d'organisations opposé aux armes à feu.
En 1994, Tyco rachète Classic Medical, Uni-Patch et Promeon et Kendall International. Kendall, figurant parmi les plus grands fabricants et distributeurs de fournitures médicales jetables, de pansements pour la cicatrisation, de bandages, de soutiens élastiques et d’autres produits de compression pour la thérapie vasculaire.
En 1996, Tyco rachète Professional Medical Products, fabricant de produits pour l’incontinence des adultes et d’autres produits jetables. En 1997, Tyco rachète Inbrand, un fabricant et distributeur de produits pour l’incontinence des adultes. En 1998, Tyco rachète Sherwood, Davis & Geck, un fabricant et distributeur de produits médicaux jetables et U.S. Surgical, fabricant de dispositifs médicaux pour la suture et l’agrafage mécanique.
En 2000, Tyco rachète General Surgical Innovations, un fabricant et distributeur médical de spatules de dissection en forme de ballon SpaceMaker utilisées dans les actes chirurgicaux peu effractifs ainsi que Mallinckrodt, une société de soins de santé internationale qui fabrique et distribue des produits médicaux spécialisés, conçus pour maintenir la respiration, diagnostiquer une pathologie et soulager la douleur.
En 2002, Tyco rachète Paragon Trade Brands, un fournisseur international de couches-culottes jetables pour enfant et autres produits absorbants.
En 2005, Valleylab, une division de Tyco acquiert Vivant Medical, spécialisé en technologie médicale d’ablation par micro-ondes. La branche chirurgicale de Tyco acquiert également une participation majoritaire dans Floréane Medical Implants (Sofradim Production).
En 2006, U.S. Surgical, une division de Tyco rachète Confluent Surgical, spécialisé dans la technologie à base de polymères utilisée dans les agents de scellement chirurgical en aérosol et les produits anti-adhésifs. Tyco acquiert une participation majoritaire dans Airox, une entreprise européenne en systèmes de ventilation respiratoire portables.

### Cession de Tyco International
En 2007, Tyco Healthcare se sépare de Tyco International et devient une société indépendante sous le nom de Covidien. Covidien rachète la société Scandius Biomedical, commercialisant des produits brevetés, destinés à la reconstruction sous arthroscopie du ligament croisé antérieur (MCA), signe d'un investissement croissant du marché de la chirurgie du sport.
En 2008, à la suite de l'acquisition des laboratoires Tissue Science Laboratories, l’implant biologique Permacol utilisé dans les cas complexes de réparation tissulaire, rejoint ainsi la gamme de produits de Covidien. Covidien fait l’acquisition de la gamme d’injecteur de produit de contraste de la société Pinyons Medical Technology.
En 2009, Covidien rachète simultanément la société VNUS, développeur de dispositifs médicaux pour le traitement de l’insuffisance veineuse, et la société Bacchus, pour le traitement de la thrombose veineuse profonde. Avec l’acquisition de Power Medical Interventions, Covidien élargit la ligne de produits d'agrafage. Le rachat d’Aspect Medical Systems permet d’élargir le portefeuille de produits de surveillance en salle d’opération.
En 2010, Covidien rachète ev3 et permet d'étendre la présence du groupe de manière significative sur le marché vasculaire.
En 2013, Covidien scinde une partie de ses activités dans Mallinckrodt.
En juin 2014, Medtronic annonce l'acquisition de Covidien, pour 42,9 milliards de dollars.

## Covidien en France
En France plus de 1 000 personnes travaillent pour Covidien, qui possède plusieurs sites[réf. souhaitée] :
- une usine de production mondiale d'aiguilles chirurgicales ;
- une usine de production mondiale de renforts pariétaux ;
- un centre de recherche mondial de renforts pariétaux ;
- un centre de formation zone EMEA (« Europe - Middle East - Africa ») ;
- un centre de distribution zone EMEA (Europe - Middle East - Africa).

Covidien se répartit en dix divisions commerciales : Biologics, Endomechanical Intelligent Devices, Energy-based Devices, Medical Supplies, Monitoring Solutions, Oncology, Pharmaceuticals, Respiratory Solutions, Soft Tissue Implants, Vascular Therapies.  
La filiale française a été condamnée par la CNIL, en décembre 2006, à 30 000 euros d'amende, en raison des « incertitudes juridiques » de son fichier concernant la gestion de ses 450 salariés.